# ليون كامبل
ليون كامبل (بالإنجليزية: Leon Campbell)‏ هو عالم فلك أمريكي، ولد في 20 يناير 1881 في كامبريدج في الولايات المتحدة، وتوفي بنفس المكان في 10 مايو 1951.